# تانل کیک
تانل کیک (استونیایی: Tanel Kiik؛ زادهٔ ۲۳ ژانویهٔ ۱۹۸۹) سیاست‌مدار اهل استونی است. وی در ژانویه ۲۰۲۱ به‌عنوان وزیر بهداشت و کار وزارت امور اجتماعی استونی انتخاب شد.